# 小行星9510
小行星9510（英語：9510 Gurnemanz）是一颗围绕太阳公转的小行星。1977年10月16日，C. J. 万·豪敦、I. 万·豪敦-格勒内费尔德、T. 赫雷爾斯在帕洛马山发现了此天体。
这颗小行星的绝对星等为82.78899641522733等。小行星9510以德國作曲家理察·華格納的歌劇《帕西法爾》的登場角色古尼曼茲命名。